# Slot Herrenchiemsee

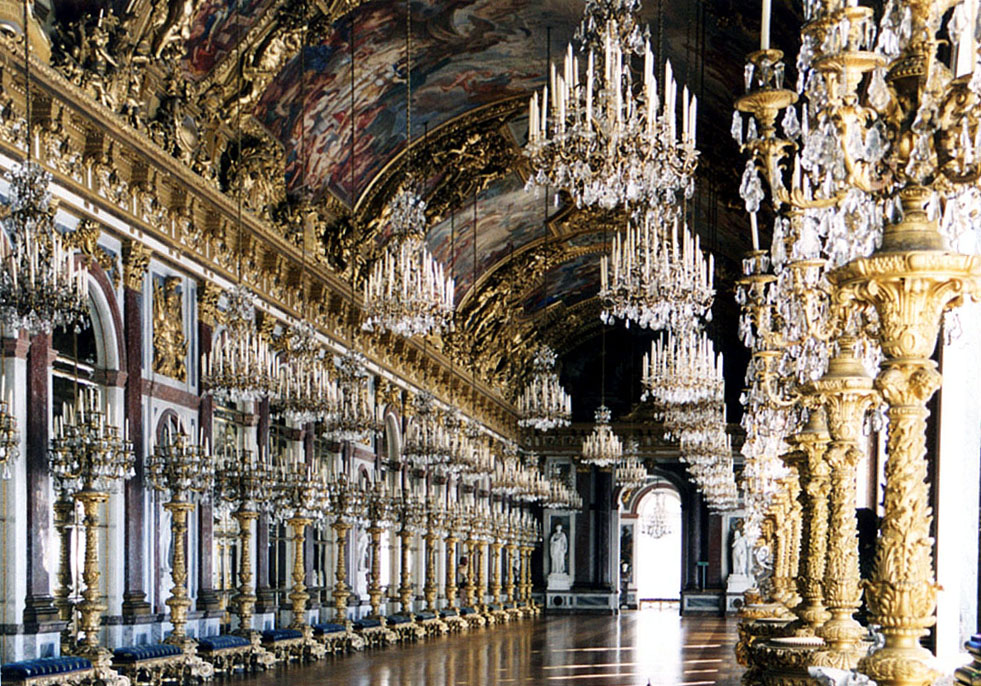
De Spiegelzaal in 1900

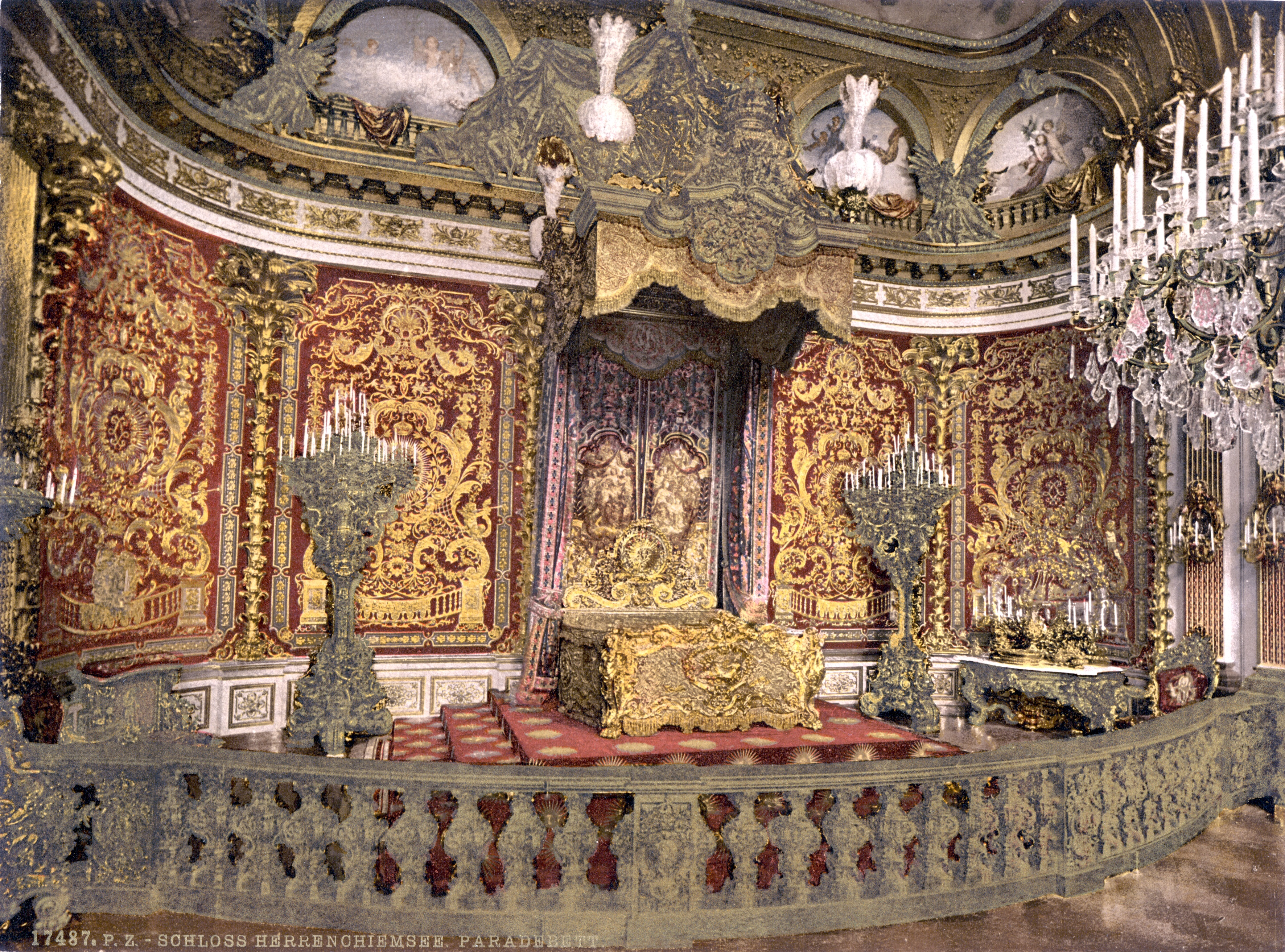
Slaapkamer

Het Slot Herrenchiemsee is een koningsslot op het eiland Herrenchiemsee (ook wel Herreninsel), in de Duitse deelstaat Beieren en werd van 1878 tot 1886 onder Lodewijk II gebouwd. Het slot is toegankelijk voor het publiek. Het ligt ten oosten van de Beierse hoofdstad München. In 2025 werd het slot Herrenchiemsee (samen met Linderhof, Königshaus am Schachen, Neuschwanstein) Unesco-Werelderfgoed. 

## Geschiedenis
Toen de koning in 1873 het eiland kocht, wilde hij zich daar in alle rust en stilte in een prachtig kasteel afzonderen. Om deze droom te verwezenlijken trok hij diverse (tuin)architecten, onder anderen Georg Dollmann en Julius Hofmann en bouwkundigingenieurs aan. Het slot moest - als hommage aan de door Lodewijk II zo bewonderde Lodewijk XIV - stilistisch een replica worden van het Kasteel van Versailles. Sinds Lodewijk II met eigen ogen Versailles had aanschouwd, was hij niet meer te stuiten. In 1878 begon de bouw van dit reusachtige slot, dat in afmeting en aanzien Versailles ruimschoots diende te overtreffen. De langgerekte gevel is gedecoreerd met beelden in nissen. De bouw vergde een nauwkeurige planning en organisatie, er waren zo’n 4000 mensen tegelijkertijd met de bouw bezig.

## Het interieur
De particuliere vertrekken van de koning, geheel in Rococostijl, bevinden zich in de vleugel van het voorhof, tegenover de grote trap. Zij bestaan uit een slaapkamer, een boudoir, een kabinet, een eetzaal (met het beroemde „tafeltje-dek-je"), een grote en een kleine salon, een galerij, en op de benedenverdieping uit een badkamer en een toiletkamer. Al deze vertrekken zijn geheel afgewerkt en gemeubileerd; de koning heeft hier tweemaal gewoond, voor het laatst in de maand oktober 1885.
De 75 meter lange Spiegelzaal overtreft zelfs het origineel in grootte en grandeur. In de Spiegelzaal worden 's zomers concerten gegeven. De zaal wordt dan verlicht zoals ten tijde van Lodewijk II, met 44 kandelaars en 33 kroonluchters; in totaal 1844 kaarsen.
In het rechter trappenhuis is een overweldigende dubbele pronktrap, een cavalcade van marmer in vele kleuren, fresco's, verguld snijwerk, kristallen kroonluchters en beeldhouwwerken. Het is een kopie van de onder Lodewijk XV afgebroken ambassadeurstrap in Versailles. Kosten noch moeite zijn gespaard om het trappenhuis een luxueus aanzien te geven. De Pronktrap heeft een glazen dak, voor die tijd een nieuwigheid die technisch moeilijk uitvoerbaar was. Eenzelfde trap zou - gespiegeld in het linkerdeel van het slot komen. Daar is nu slechts de ruwbouw van het trappenhuis, in baksteen en hout.
De kleine slaapkamer van de koning werd 's avonds gehuld in een blauw licht, afkomstig uit de kogel op de standaard voor het bed. Er is nog een slaapkamer in het paleis, de Paradeslaapkamer, die nog uitbundiger is gedecoreerd dan de slaapkamer van de koning. Deze slaapkamer van de koning had geen functie, de met goud versierde kamer herinnerde hem slechts aan de slaapkamer van Lodewijk XIV.

## Het einde van de bouwperiode
De bouw had al veel meer geld gekost dan gepland en nóg waren de werkzaamheden niet klaar. De activiteiten namen al zeven jaar in beslag toen in 1885 de staatskas leeg bleek te zijn. Lodewijk probeerde er nog van alles aan te doen om de bouwactiviteiten toch voort te zetten, want op dat moment was slechts het middengedeelte klaar.
Onmiddellijk na de dood van koning Lodewijk II, op 13 juni 1886, werden de bouwactiviteiten aan het Slot Herrenchiemsee (en Slot Neuschwanstein) stilgelegd, hiermee kwam eens en voor altijd een einde aan zijn verdere bouwplannen, zodat het huidige kasteel slechts een vage afspiegeling is van het oorspronkelijke ontwerp. Alleen de aller-noodzakelijkste werkzaamheden werden nog verricht om de gebouwen wind- en waterdicht te maken. Al een half jaar later werden ze tegen forse entreeprijzen voor het nieuwsgierige publiek opengesteld.
Ook Herrenchiemsee met de voorziene lange zijvleugels en bijgebouwen bleef grotendeels onvoltooid. De linkervleugel – bij Lodewijks dood nog slechts een leeg bakstenen karkas - werd in 1907 afgebroken. Datzelfde was eerder gebeurd met het onafgebleven nieuwe Hubertuspaviljoen in Nymphenburg. Pas de laatste jaren, om de toeristen nóg meer te epateren, wordt opnieuw gebouwd aan Herrenchiemsee: de uitvoerige fonteinen en waterwerken in de tuin worden in ere hersteld.

## De tuinen

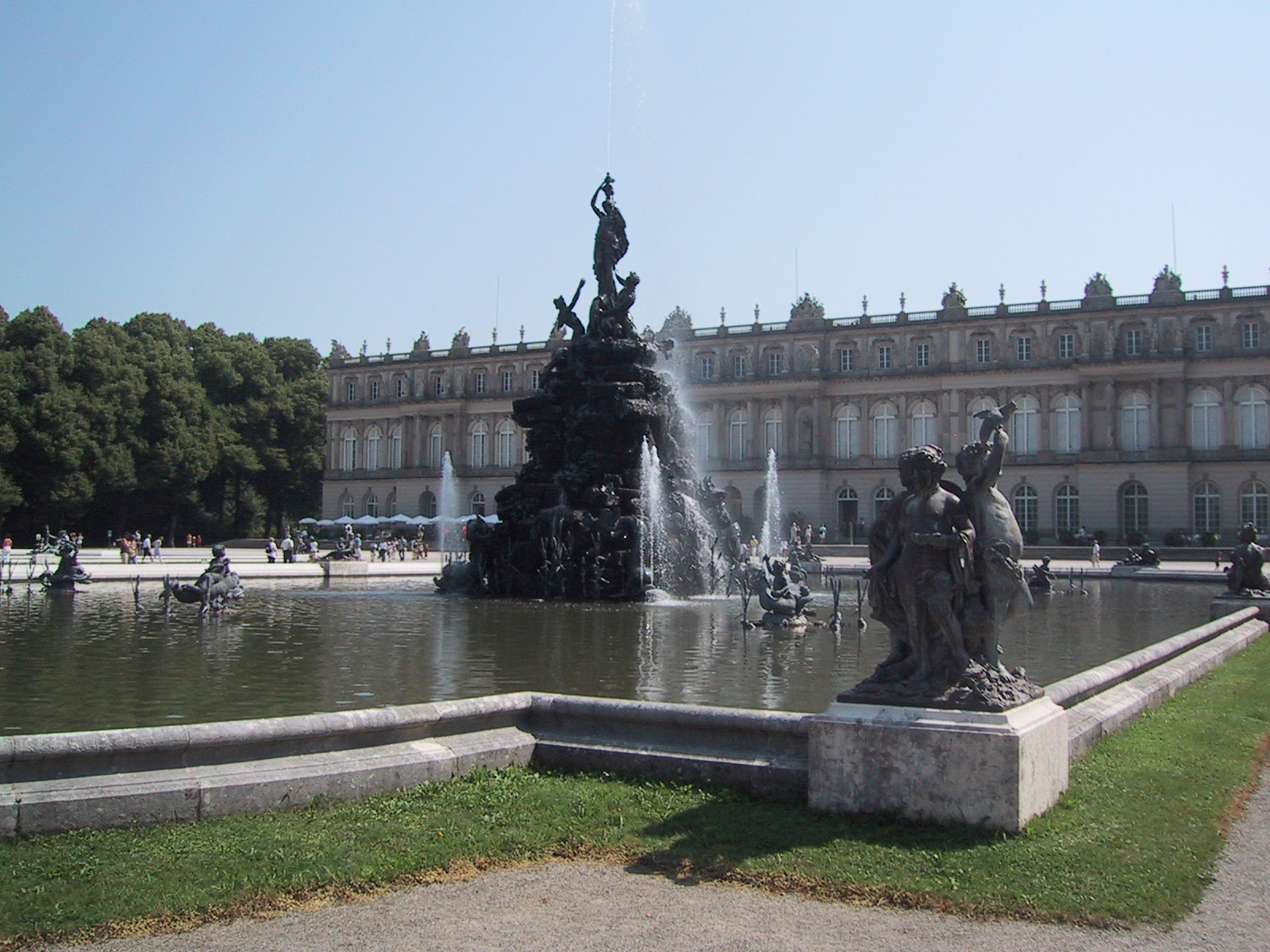
Tuinzijde van slot Herrenchiemsee

De tuinen zijn in Franse stijl aangelegd door Carl von Effner. Het is een bijna exacte kopie van de tuinen van Versailles, al is alleen dàt aangelegd wat vanuit de centraal gelegen appartementen te zien is. In het midden verheft zich de grote Venusfontein met Venus in de top en omringd door fabeldieren, kikkers en schildpadden. De omliggende fonteinen zijn versierd met monumentale vrouwen en mythologische figuren.

## Het einde van Lodewijk II
Op het laatst van zijn leven verbleef Lodewijk voornamelijk in zijn nieuwe 'sprookjesslot' Neuschwanstein, vlak bij het Slot Hohenschwangau waar hij was opgegroeid. Een enkele keer bezocht hij het eveneens nog in aanbouw zijnde Slot Herrenchiemsee. In winternachten maakte hij tochten met zijn vergulde pronksleden, waarvan een met een nimf die twee elektrische lampen vasthield, een ander met een verlichte kroon. Onder de zitting was een accu geïnstalleerd.
Lodewijk had vóór zijn dood nog meer plannen. Het slot Falkenstein is nooit gebouwd, dit bestaat slechts op papier. Datzelfde geldt voor Lodewijks andere dromen: een Zwitsers chalet, een Chinees zomerpaleis, een Byzantijns paleis, een nieuw theater in München en een pronkbark (een kleine tweemaster) om naar Herrenchiemsee te varen. Alleen het Slot Linderhof was vóór zijn dood af, al werd er in het park ook na zijn dood nog gebouwd. Voltooid waren ook het Festspielhaus en de villa Wahnfried in Bayreuth, beide voor Richard Wagner.
Lodewijk II was 40 jaar toen hij stierf. In Neuschwanstein heeft hij 190 dagen geresideerd, in Herrenchiemsee volgens sommigen negen dagen, volgens anderen niet meer dan een week, waarna het nooit meer bewoond is geweest.

## Museum
Op de begane grond in de zuidvleugel is het Museum gehuisvest. Hier bevindt zich een permanente tentoonstelling over het leven van Lodewijk II en, in een ander gedeelte, de tentoonstelling gewijd aan de devotie van Lodewijk II voor Richard Wagner. Ook zijn hier niet uitgevoerde bouwontwerpen te zien, alsmede talrijke architectuurmodellen.